# Corvey
Corvey este un monument UNESCO din Germania, fostă mănăstire benedictină, filie a Abației Corbie (Corbeia Gallica), de la care își are numele (Corbeia Nova).

## Istoric
Corbeia Nova a fost ctitorită de regele Ludovic cel Pios în anul 815 sau 816. Din anul 822 mănăstirea se află pe locația actuală.

## Personalități
- Widukind de Corvey, cronicar din secolul al X-lea